# Mẹ và người tình
Mẹ và người tình là một vở thoại kịch tâm lý xã hội thành thị của tác giả Lê Chí Trung, xuất phẩm năm 2009 tại Sài Gòn.

## Lịch sử
Nguyên ủy Mẹ và người tình là vở chính kịch Người yêu của cha tôi, đặt trong không gian một gia đình gốc Bắc thập niên 2000. Khi tác giả Lê Chí Trung ủy thác Sân khấu kịch Hồng Vân trình diễn, phía hiệu đính viên đã thêm nhiều tình tiết và lời thoại cho nhiều lớp lang hơn, nhìn chung biến tác phẩm thành một vở bi hài kịch. Đồng thời, do nguyên nhân khách quan nên bối cảnh được dời vào một thành thị miền Nam. Ở lớp diễn đầu, tất cả nhân vật chính đều dùng giọng Bắc, chỉ số ít vai phụ vẫn dùng giọng Nam. Về sau, do lớp diễn viên trẻ chưa nhiều kinh nghiệm, bối cảnh kịch được quy định hẳn tại miền Nam.

## Nội dung
Chồng mất sớm, bà Xuân một mình tảo tần nuôi bầy con đến phương trưởng. Không chỉ đóng vai trò dưỡng dục, mà bà còn dọn sẵn nấc thang sự nghiệp cho từng đứa. Nhìn chung thì các con bà sớm trở nên kiểu mẫu về sự thành công trong cả công việc và mức sống.
Tuy nhiên, cái đầm ấm xa hoa giả tạo chỉ dần trôi tuột khi bà Xuân bất ngờ tuyên bố tái giá với người tình cũ: Ông Sơn - hiện góa vợ. Các con bà vì sĩ diện với bàn dân thiên hạ, sợ mất vị thế đang có, và thầm muốn "trả đũa" việc lúc trước mẹ đặt họ vào cái vị trí không xứng khả năng và niềm ưa thích.
Những cuộc cãi vã giữa người trong nhà xoay quanh mối tình già của mẹ và bác Sơn đã gột sạch cái mặt thật của mỗi nhân vật. Cho đến lúc chết uất, bà Xuân phải trả giá hoặc "nếm" cái hậu quả đau đớn cho chính bà gây ra: Không ai trong gia đình được quyền sống thật với bản thân.

### Phân cảnh
- Nhà bà Xuân: Nhân lễ giỗ chồng bà Xuân và sinh nhật bà Xuân, các con tề tựu để chúc mừng bà, ngoại trừ nhân vật Dũng là con út hiện du học trời Tây không về được.
- Công viên: Bà Xuân và ông Sơn sớm nào cũng hẹn nhau đi tập thể dục, vừa để ôn lại kỉ niệm vừa sưởi ấm hai tấm lòng cô đơn đã lâu. Một toán dân phòng chạy lại đòi phạt ông bà tội hủ hóa chốn công cộng, gây mất trật tự mĩ quan. Con cả Thịnh và vợ kịp ra cứu mẹ bằng cách hối lộ qua loa.
- Nhà ông Sơn: Ông Sơn sống trong một khu nhà tập thể cũ, dạo gần đây ngày nào cũng bị những thanh âm chát chúa khủng bố tinh thần, đồng thời quán giải khát nhà ông bị bọn du đãng quấy rầy không làm ăn gì được.
- Nhà bà Xuân: Hùng và Lan ở với mẹ, trong khi Hùng thường trốn nhà đi chơi với cô bồ sư phạm thì Lan cũng mải hò hẹn tình tứ, thậm chí dắt trai về nhà ân ái ngay giữa phòng khách. Khi anh chị em tụ tập, họ mới vô tình tiết lộ sự thật những vụ rùm beng dạo gần đây đều do mỗi người một tay góp sức hòng chia rẽ mối tình bà Xuân và ông Sơn. Bà Xuân nghe được, bước vào tranh cãi với các con. Vừa khi đó, Dũng bỏ học về nước, khiến mẹ càng phẫn uất. Bà Xuân đột quỵ vì không chịu được sự dối trá do chính mình gieo nên.

### Nhân vật
- Bà Xuân: Nhân vật trung tâm, Bà góa luôn gắng giữ nếp nhà bằng thói gia trưởng, nêu nguyên tắc không bao giờ làm gì khuất tất và cũng không bao giờ lắng nghe người dưới nói.
  - Diễn viên: NSND Hồng Vân
- Thịnh: Con trưởng. Nhờ cuộc hôn nhân môn đăng hộ đối mà leo dần lên chức viện trưởng, nhưng bị vợ (Hà) cắm sừng ngay trước mặt mà không dám hé răng vì sợ tai tiếng. Thịnh bày ra vụ tố cáo mẹ hủ hóa với bác Sơn.
- Vinh: Con thứ. Hành nghề kinh doanh bất động sản, có vợ tên Thu là "con phe chợ giời vô học". Y vốn đam mê nghề múa, nhưng mẹ bắt phải "ở nhà làm cột trụ gia đình".
  - Diễn viên: Đức Hải
- Hùng: Con ba. Phải đi tập tễnh do từng chiến đấu ngoài mặt trận. Hùng thất nghiệp nên được gia đình giao phụng dưỡng mẹ và chăm nom nhà cửa. Anh qua lại một nữ sinh sư phạm, nhưng bà Xuân phản đối, cho là hạng "bán phổi" kém danh giá.
  - Diễn viên: Bình Minh, Trấn Thành
- Lan: Con tư. Vẫn là nữ sinh, bị lưu ban nhiều lần do mải chơi và ham làm đỏm. Cô yêu Tú, một thanh niên thuần túy sống hợp thời và giản đơn, thâm tâm Lan chỉ coi cậu là món trang sức đẹp khi cần, chán thì vứt không tiếc.
- Dũng: Con út. Được mẹ chỉ định du học lấy bằng tiến sĩ về, nhưng cậu liên tục thi rớt và bỏ học vì bản thân muốn theo nghiệp người mẫu.
- Ông Sơn: Một công chức hồi hưu đã lâu, nhân gặp người tình cũ là bà Xuân mà nảy ý định tục huyền.
- Thắng: Con ông Sơn. Nhất định không chịu để bố cưới bà Xuân vì vừa ghét vừa sợ các con bà.

## Hậu trường
Vở Mẹ và người tình khi vừa công diễn đã đoạt ngay Huy chương vàng Liên hoan Sân khấu Chuyên nghiệp Toàn quốc 2009, đồng thời gây cơn sốt vé tại Trung tâm Văn hóa Phú Nhuận (Sài Gòn) - "trụ sở" Sân khấu kịch Hồng Vân. Vở này trở thành đỉnh cao về mặt diễn xuất và định hướng phát triển của Sân khấu Hồng Vân vốn trước đó chỉ tập trung những vở hài kịch nhảm. Mẹ và người tình làm tiền đề cho công cuộc dàn dựng hàng loạt trứ tác văn chương Việt Nam cận đại, khiến Sân khấu Hồng Vân vang danh với nhãn hiệu "kịch văn học". Riêng phong cách biểu đạt tâm lý của Mẹ và người tình đã làm cơ sở cho việc dàn dựng vở Người vợ ma và loạt kịch kinh dị tiếp sau.
Tuy nhiên, suốt nhiều năm sau khi Mẹ và người tình xuất hiện trên các phương tiện truyền thông đại chúng, chưa vở nào của Sân khấu Hồng Vân tái lập được kì tích hâm mộ như vậy. Sau khi nhận thấy sân khấu đã lâm khủng hoảng vì lạm dùng dòng kịch kinh dị, đến 2018, Sân khấu kịch Hồng Vân lại manh nha tái diễn Mẹ và người tình và khôi phục dòng "kịch văn học".